# Пауль Вюльфінг фон Діттен
Пауль Вюльфінг фон Діттен (нім. Paul Wülfing von Ditten; 13 вересня 1880, Мюнхен — 1 листопада 1953, Берлін) — німецький офіцер, віце-адмірал крігсмаріне (25 січня 1937).

## Біографія
12 квітня 1898 року вступив у флот кадетом. Пройшов підготовку на навчальному кораблі «Шарлотта» і у військово-морському училищі. У 1900-02 роках служив в Китаї, потім вахтовим офіцером на лінійних кораблях. Закінчив Військово-морську академію (1910). Учасник Першої світової війни, офіцер Адмірал-штабу в штабі командувача береговими укріпленнями Кіля (з 2 серпня 1914), потім навігаційний офіцер на лінійному кораблі «Король Альберт» (з серпня 1916) і офіцер Адмірал-штабу в штабі транспортного флоту (2 березня —16 квітня 1918). З 17 квітня 1918 по 19 січня 1919 року входив до складу німецько-української комісії в Києві. 20 січня 1919 року очолив відділ в Імперському морському управлінні (з 15 липня 1919 року — Адміралтействі), з 28 серпня 1920 року — начальник Центрального відділу. 10 лютого 1921 року призначений начальником штабу Морського керівництва. З 1 жовтня 1923 року — командир крейсера «Берлін», з 19 липня 1925 року — «Гамбург». З 28 вересня 1925 року — начальник військово-морського училища в Мюрвіку. 12 жовтня 1927 року призначений інспектором військово-морських навчальних закладів, одночасно в 1927-28 роках неодноразово виконував обов'язки інспектора торпедного озброєння. 28 лютого 1929 року вийшов у відставку. 3 вересня 1939 року повернувся на службу і був призначений 2-м адміралом військово-морської станції «Нордзе». 31 серпня 1940 року переведений в розпорядження ОКМ і 6 червня зайняв пост статс-секретаря і начальника управління морських перевезень Імперського міністерства транспорту. 30 травня 1942 року залишив пост і 28 лютого 1943 року вийшов у відставку.

## Нагороди
- Китайська медаль в бронзі
- Медаль «За кампанію в Південно-Західній Африці» в сталі
- Хрест «За вислугу років» (Пруссія)
- Залізний хрест 2-го і 1-го класу
- Пам'ятна медаль визвольної війни із застібкою (Фінляндія)
- Срібна медаль Свободи (Фінляндія)
- Орден Хреста Свободи 2-го класу з мечами (Фінляндія)
- Хрест «За вислугу років» (Пруссія)
- Орден морських заслуг (Іспанія), великий хрест білого дивізіону (16 листопада 1928)
- Почесний хрест ветерана війни з мечами